# Восточно-Иранские горы
Восто́чно-Ира́нские го́ры — горная система внутренних районов Иранского нагорья, расположенная на востоке Ирана.
Протяжённость с севера на юг составляет около 1000 км. Высшая точка — вулкан Тафтан (3940 м). В состав системы входят средневысотные хребты Келат, Багеран, Баран, Пеленган, плоскогорье Серхед. Восточно-Иранские горы сложены осадочными породами, гранитоидами и лавами мезозойского и кайнозойского возраста. Вершинная поверхность хребтов преимущественно выровненная. Господствует сухой субтропический климат. Преобладает степная и кустарниковая полупустынная растительность фриганоидного типа, местами — ксерофитные редколесья.